# Cyphomyrmex nesiotus
Cyphomyrmex nesiotus es una especie de hormiga del género Cyphomyrmex, tribu Attini, familia Formicidae. Fue descrita científicamente por Snelling & Longino en 1992.
Se distribuye por Ecuador e islas Galápagos. Mide aproximadamente 3,67-4 milímetros; sus alas alcanzan los 3,33 milímetros de longitud.